# Milton Caniff
Milton Arthur Paul Caniff ou simplesmente Milton Caniff (Hillsboro, 28 de fevereiro de 1907 - Nova Iorque, 3 de abril de 1988) foi um cartunista estadunidense, famoso por criar as tiras de quadrinhos Terry e os piratas e Steve Canyon.

## Início de carreira

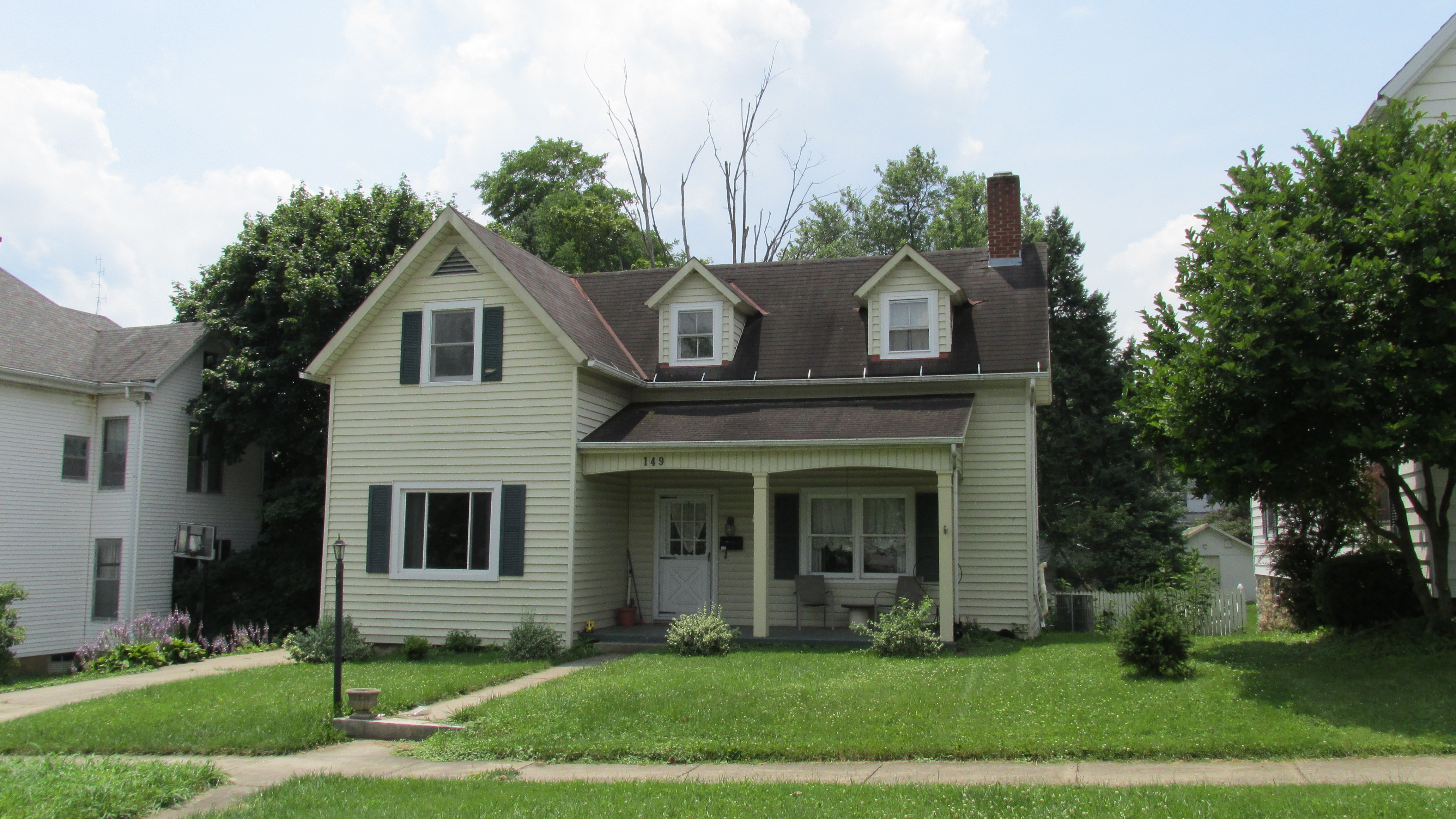
Local de nascimento de Milton Caniff localizada em Hillsboro, Ohio.

Milton Caniff nasceu em Hillsboro, Ohio e foi escoteiro quando criança. Ele recebeu um prêmio da Boy Scouts of America. Caniff tinha produzido alguns cartuns para os jornais locais quando era adolescente, enquanto estudava na Escola de Artes Stivers. Matriculando-se na Universidade do Estado de Ohio, ele graduou-se em 1930, ao mesmo tempo que iniciava carreira no jornalismo, no jornal "Columbus Dispatch". Ele trabalhou com o cartunista William "Billy" Ireland até que perdeu o cargo por força da Grande Depressão.  Caniff pensou em desistir da carreira, mas foi incentivado por Billy a continuar.
Enquanto na Universidade, Cardiff fez ilustrações para a revista da fraternidade da qual fazia parte (The Magazine of Sigma Chi) .

## Cartunista

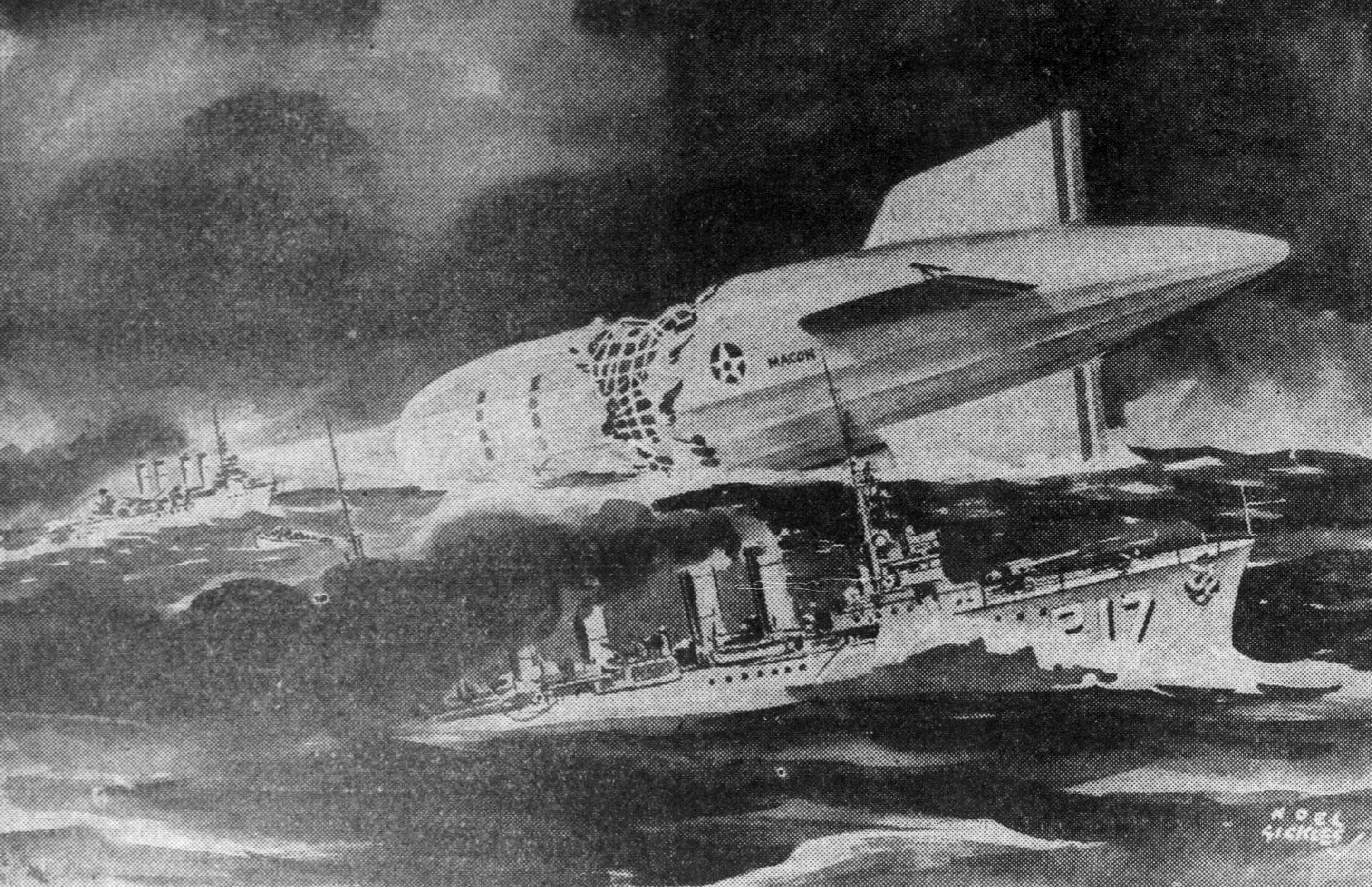
Desenho conceitual de Noel Sickles da queda do USS Macon.

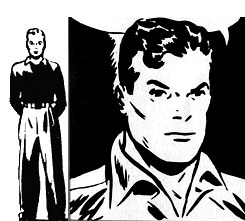
Terry e Pat Ryan de Terry e os Piratas

Em 1925, ele trabalhou no Columbus Dispatch, onde conheceu Noel Sickles, um cartunista que mais tarde teria uma influência gráfica em seu trabalho. No final de 1929, no auge da crise econômica, Caniff e Sickles foram demitidos. Os dois companheiros então abriram uma agência artística em Columbus, que não era muito lucrativa financeiramente. Milton Caniff decidiu se mudar para Nova York em 1932.
Em 1932, Caniff mudou-se para Nova Iorque aceitando trabalhos diversos para a Associated Press. Ele desenhou as tiras Dickie Dare e The Gay Thirties, e Mister Gilfeather em setembro de 1932, quando o autor da tira Al Capp deixou o departamento. Caniff continuou a desenhar Gilfeather até a primavera de  1933, quando ele a abandonou para desenhar o cartum chamado The Gay Thirties, que assumiu até deixar a agência em 1934. Em julho de 1933, Caniff começou as tiras de aventura e fantasia chamada Dickie Dare. O personagem central e que dava o nome da tira era um jovem que sonhava entrar em aventuras clássicas da literatura infantil e encontrar-se com Robin Hood, Robinson Crusoé e o Rei Artur. Na primavera de 1934, Caniff mudou a tira de fantasia para "realismo" quando Dickie não mais sonhava e passou a viajar pelo mundo como um escritor freelance com seu mentor adulto, "Dynamite Dan" Flynn.

## Terry e os Piratas
Em 1934, Caniff foi para o New York Daily News para produzir uma nova tira para o  syndicate Chicago Tribune/Daily News. O editor do Daily News Joseph M. Patterson queria uma tira de aventura no misterioso Oriente, o último reduto da aventura, segundo ele.. Caniff não sabia quase nada sobre a China, pesquisou a história do país e os costumes e tradições de família, que passavam de geração a geração. Assim criou a tira Terry e os piratas, que o tornaria internacionalmente famoso. Para produzir sua tira diária, ele conta com a ajuda de Noel Sickles. Com este último, ele também fez anúncios sob o nome de Paul Arthur.
Similar a Dickie Dare, Terry Lee começou na tira como um menino que viajava pela China acompanhado por um mentor adulto, o aventureiro Pat Ryan. Com o passar dos anos Terry cresceu e foi lutar na II Guerra Mundial, servindo na Força Aérea. Durante 20 anos Caniff produziu a tira, criando uma galeria de personagens fascinantes, muitos deles piratas.
Na primeiras tiras apareceu o intérprete e servo de Terry e Pat chamado "Connie". Mais tarde eles se juntaram ao gigante mudo chinês chamado Big Stoop. Outros personagens (nomes em inglês): Burma, uma loira misteriosa, possivelmente criminosa; Chopstick Joe; Singh Singh, um senhor da guerra das montanhas da China; Judas, um ladrão; Sanjak e Hotshot Charlie, o companheiro de Terry durante os anos de guerra. Havia também April Kane, o primeiro amor de Terry.
Mas talvez a mais memorável criação de Caniff foi a Dragon Lady, uma rainha pirata e provável interesse romântico de Pat Ryan.

Em 1946, Caniff encerrou sua participação em Terry e os piratas. Se a tira era seu maior sucesso, ele contudo não possuía os direitos de autor, que eram do syndicate, o Chicago Tribune-New York Daily News, conforme o costume da época. Frustrado, Caniff  recebeu a oferta de produzir uma tira própria, que seria publicada por Marshall Field, editor do Chicago Sun. O cartunista então deixou Terry para produzir a tira para a Field Enterprises. Caniff produziu sua última tira de Terry e os piratas em dezembro de 1946 e apresentou sua nova tira Steve Canyon no Chicago Sun-Times no mês seguinte. Nessa época, Caniff era um dos poucos artistas de syndicates que eram donos de criações próprias.

## Male Call

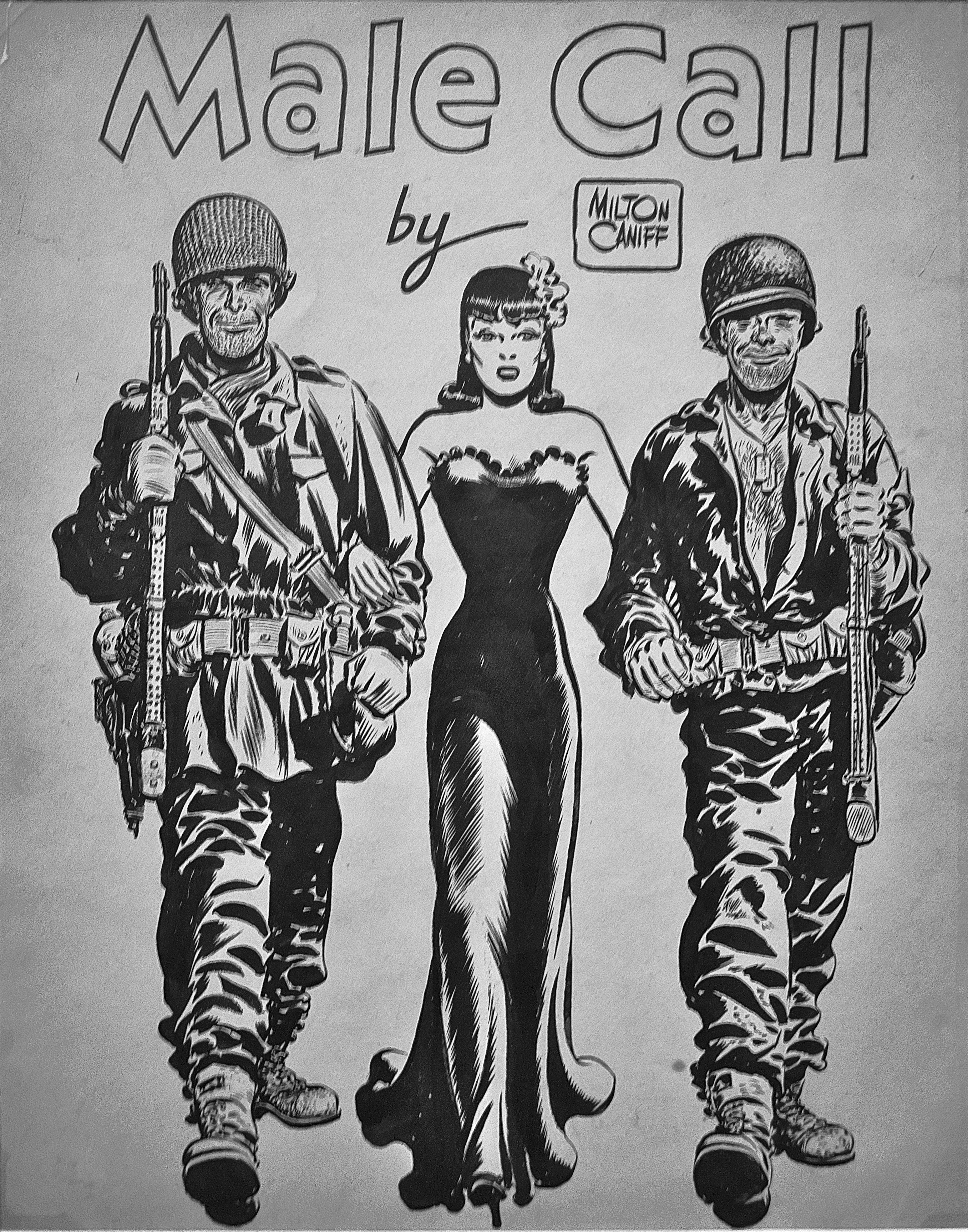
Male Call

Durante a guerra, Caniff começou uma segunda tira, uma versão especial de Terry and the Pirates sem Terry, mas apresentando a loira bombástica, Burma. Caniff doou todo o seu trabalho nesta tira para as forças armadas — a tira estava disponível apenas em jornais militares. Após reclamações do Miami Herald sobre a versão militar da tira ser publicada por jornais militares no território de circulação do Herald, a tira foi renomeada para Male Call e recebeu uma nova estrela, Miss Lace, uma linda mulher que morava perto de todas as bases militares e gostava da companhia de homens alistados, a quem ela se referia como "generais". Sua função, Caniff costumava dizer, era lembrar aos homens do serviço pelo que eles estavam lutando, e embora as situações na tira incluíssem muito "duplo sentido", Miss Lace não era retratada como promíscua.
Muito mais do que as tiras civis que retratavam personagens militares, Male Call era notável por sua representação honesta do que os militares encontravam; uma tira mostra Lace namorando um soldado de licença que havia perdido um braço (ela perdeu a paciência quando um civil o insultou por essa deficiência). Outra tira a mostrava dançando com um homem em trajes civis; um GI descontente o empurrou e zombou dele por ter uma vida fácil, mas o parceiro de Lace era na verdade um ex-GI que ficou cego em batalha. Caniff continuou Male Call até sete meses após o Dia da Vitória sobre o Japão, terminando-o em março de 1946.

## Steve Canyon
Como era previsível, Steve Canyon era uma tira de ação e que tinha como protagonista um piloto. Canyon foi apresentado originariamente como um piloto civil que era dono do seu próprio aeroplano e que transportava cargas. Com o tempo ele se realistou na Força Aérea, durante a  Guerra da Coreia e continuou como militar durante toda a história restante da tira.
Contudo Steve Canyon nunca alcançou a popularidade de Terry e os piratas.  Uma série de TV de Steve Canyon foi produzida em 1958 e aumentou a fama da tira. Mas a ênfase militar causou reações negativas. Com a "Guerra do Vietnã" e o desinteresse crescente dos leitores pelas coisas militares, a tira começou a diminuir a circulação. Mesmo assim Caniff continuou com a tira até 1988. Meses depois ele faleceria, em junho de 1988. Seus herdeiros decidiram que ninguém mais continuaria com o trabalho.
A personagem da Madame Lynx foi baseada na Madame Egelichi, uma femme fatale espiã interpretada por Ilona Massey em filme de 1949 chamado Love Happy.
Pipper, o gaiteiro, foi introduzido influenciado por John Kennedy; e Senhora Mizzou por Marilyn Monroe!
Caniff morreu na cidade de Nova Iorque.

## Reconhecimento e prêmios

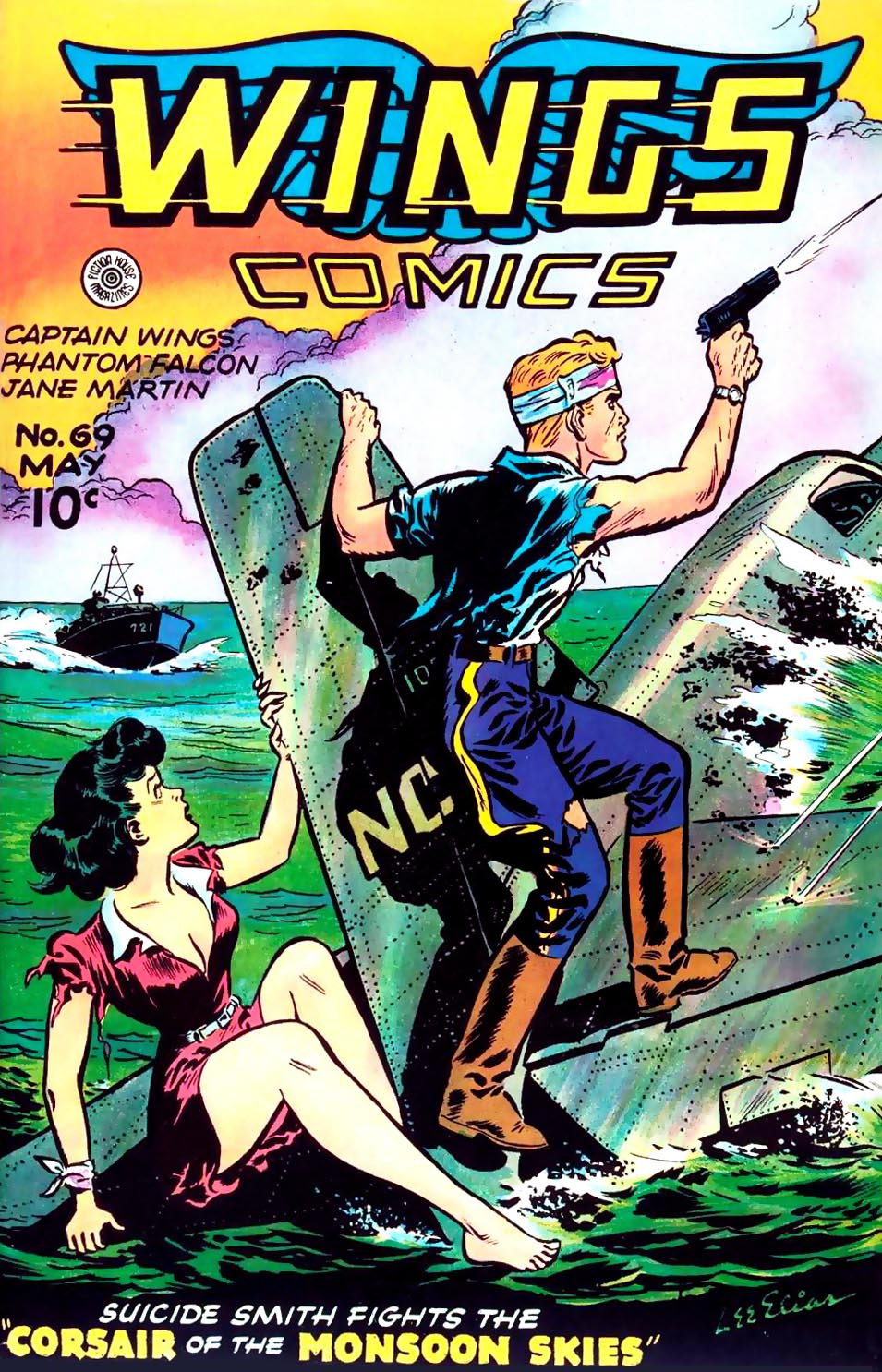
Wings Comics #69 (maio de 1946) arte de Lee Elias

Caniff foi um dos fundadores da Sociedade dos Cartunistas da América (National Cartoonists Society) e foi presidente por duas vezes, 1948 e 1949. Ele também recebeu o primeiro prêmio ofertado pela Sociedade em 1947, oficialmente indicado pela sua nova tira Steve Canyon. Caniff recebeu o troféu Reuben como cartunista do ano, em 1972 por 1971, novamente por Steve Canyon. Ele foi indicado ao Prêmio Will Eisner em 1988. Ele ganhou o prêmio da National Cartoonists Society Elzie Segar em 1971, o prêmio da Story Comic Strip em 1979 por Steve Canyon, A Chave de Ouro (Society's Hall of Fame) em 1981.

## Estilo e influência
Milton Caniff, apelidado de "o Rembrandt das histórias em quadrinhos", conseguiu impor sua própria definição de quadrinhos tanto no plano narrativo quanto gráfico. Caniff é conhecido como desenhista por seu uso notável do preto e branco, e por seus sutis contrastes entre sombra e luz, herdados de Noel Sickles. Seu estilo gráfico inspirou inúmeros autores americanos (como Will Eisner, Jack Kirby, Frank Robbins, Lee Elias, Bob Kane, Mike Sekowsky, Dick Dillin, John Romita, Sr., Johnny Craig e William Overgard) e europeus (como Victor Hubinon, Hugo Pratt, Jordi Bernet, Didier Comès), assim como cineastas (Alfred Hitchcock, por exemplo). No Brasil, seu estilo influenciou Flavio Colin, sobretudo na revista As Aventuras do Anjo.
Quando lançou seu filme Mélo, o cineasta Alain Resnais declarou ter se inspirado nos jogos de luz de Milton Caniff, mesmo que o filme tenha sido realizado em cores.